# Kongemærke
Kongemærke er en betegnelse, der bliver brugt om to typer mærker, der kom til verden i forbindelse med Christian 10.s 70 års fødselsdag 26. september 1940.
I foråret 1939 blev der nedsat en komité, der skulle indsamle en folkegave til kongens runde fødselsdag. Gaven skulle gå til Kong Christian den Tiendes Fond. En stor del af denne gave endte med at komme fra salget af en kongenål i gult metal (22x12 mm) med bogstaverne CX og datoen "26.9.1940" fremstillet efter en tegning af tegneren Poul Sæbye (1889-1965). Den blev solgt i perioden 15.-30. september 1940 for 25 øre og opnåede på den korte salgsperiode et salg på 1.510.023 eksemplarer, hvilket gav 265.531 kroner til folkegaven.
Det andet mærke, der er kendt som et kongemærke, hedder rettelig Konge-Emblemet. Ideen til dette mærke opstod hos reklamekonsulent Carl Juul fra Berlingske Tidende. Han fremlagde sin idé for Christian Ditlev Reventlow, reklamechef hos Georg Jensen, kort før påske 1940. Efter en del skepsis hos Georg Jensen endte man med et forslag til udformningen lavet af Arno Malinowski (1899-1976). Med accept af fonden bag indsamlingen af folkegaven blev der 12. juli 1940 sendt et brev til Amalienborg, hvor man bad om kongens tilladelse til salget af mærket, hvor overskuddet skulle gå til Kong Christian den Tiendes Fond. Få dage senere blev der givet tilladelse til salget, men kun for året 1940. Denne tilladelse blev dog senere år efter år fornyet indtil Christian 10.s død i 1947.
Konge-Emblemet er udformet i sterlingsølv og rød emalje. Selve mærket (24x14 mm) er firkantet med en krone på toppen og består af en kombination bogstaverne CX og Dannebrog samt årstallene 1870 og 1940. I 1945 blev det sidste årstal dog med kongens tilladelse ændret til 1945. En særlig luksusudgave i 14 karat guld blev også fremstillet, og her blev der foruden den røde emalje brugt hvid emalje til Dannebrog. Emblemet findes i tre udgaver med forskellig former for fæster: En med knap til placering i knaphul (herremodel), en med nål på bagsiden (universialmodel) og en monteret med to kæder til en bjælke med nål (damemodel). Udgaverne med knap og nål kostede 5 kroner, mens udgaven med kæder kostede 9 kroner (fra 6. juni 1945 dog 10 kroner for kædeudgaven). For guldudgaverne var priserne væsentligt anderledes, da man her skulle af med henholdsvis 100 og 125 kroner og fra 1. marts 1947 120 og 150 kroner. Konge-Emblemet blev leveret i en hvid-rød æske i pap, der dog for guldudgaverne var erstattet af et stofforet etui.
Salget af Konge-Emblemet begyndte 21. august 1940 og frem til kongens død nåede mærket et salg på 1.178.534 eksemplarer, der indbragte 1.528.199,60 kroner til Kong Christian den Tiendes Fond. Det forbindes særligt med Besættelsen, og feltmarskal Bernard Law Montgomery modtog efter befrielsen et Konge-Emblem i guld som gave fra Georg Jensen sammen med et brev, der oplyste, at mærket var et symbol på det danske folks modstandskamp. Denne oplysning var måske en gradbøjning af sandheden, men mærket fik plads på feltmarskallens uniform, bl.a. under et besøg hos den danske konge. I den danske tv-serie Matador ses flere af personerne udstyret med Konge-Emblemet under Besættelsen.
Konge-Emblemets design blev brugt et utal af steder, nogle ganske uautoriserede. Blandt de autoriserede hørte, at det via skabelon blev malet på flere tusinde butiksruder, hvilket indbragte en god sum til Kong Christian den Tiendes Fond. Til de uautoriserede hørte brugen af designet på hovedet til den illegale publikation Danske Tidende, der udkom fra januar 1943.
Foruden de to autoriserede kongemærker blev der også produceret et stor mængde uautoriserede nåle, bl.a. fremstillet ved udsavning af mønter.